# Heterostylites major
Heterostylites major är en kräftdjursart som först beskrevs av F. Dahl 1894.  Heterostylites major ingår i släktet Heterostylites och familjen Heterorhabdidae. Inga underarter finns listade i Catalogue of Life.